# Phaeochrous tonkineus
Phaeochrous tonkineus là một loài bọ cánh cứng trong họ Hybosoridae. Loài này được Pic miêu tả khoa học năm 1943.